# Claude Brasseur
Pour les articles homonymes, voir Espinasse et Brasseur.
Claude Pierre Espinasse, dit Claude Brasseur est un acteur français, né le 15 juin 1936 à Neuilly-sur-Seine (Hauts-de-Seine) et mort le 22 décembre 2020 à Paris.
Issu d'une famille comptant plusieurs générations de comédiens, il joue tout au long de sa carrière dans plus de trente-cinq pièces de théâtre ainsi que dans plus de cent dix films et il obtient deux César.

## Biographie

### Famille
Claude Brasseur naît le 15 juin 1936 à Neuilly-sur-Seine, dans les Hauts-de-Seine. Il est le fils des acteurs Pierre Brasseur (1905-1972) et Odette Joyeux (1914-2000), et le père d'Alexandre Brasseur (né en 1971). Il est issu d'une dynastie de comédiens remontant à ses grands-parents paternels, Georges Espinasse et Germaine Brasseur.

### Carrière

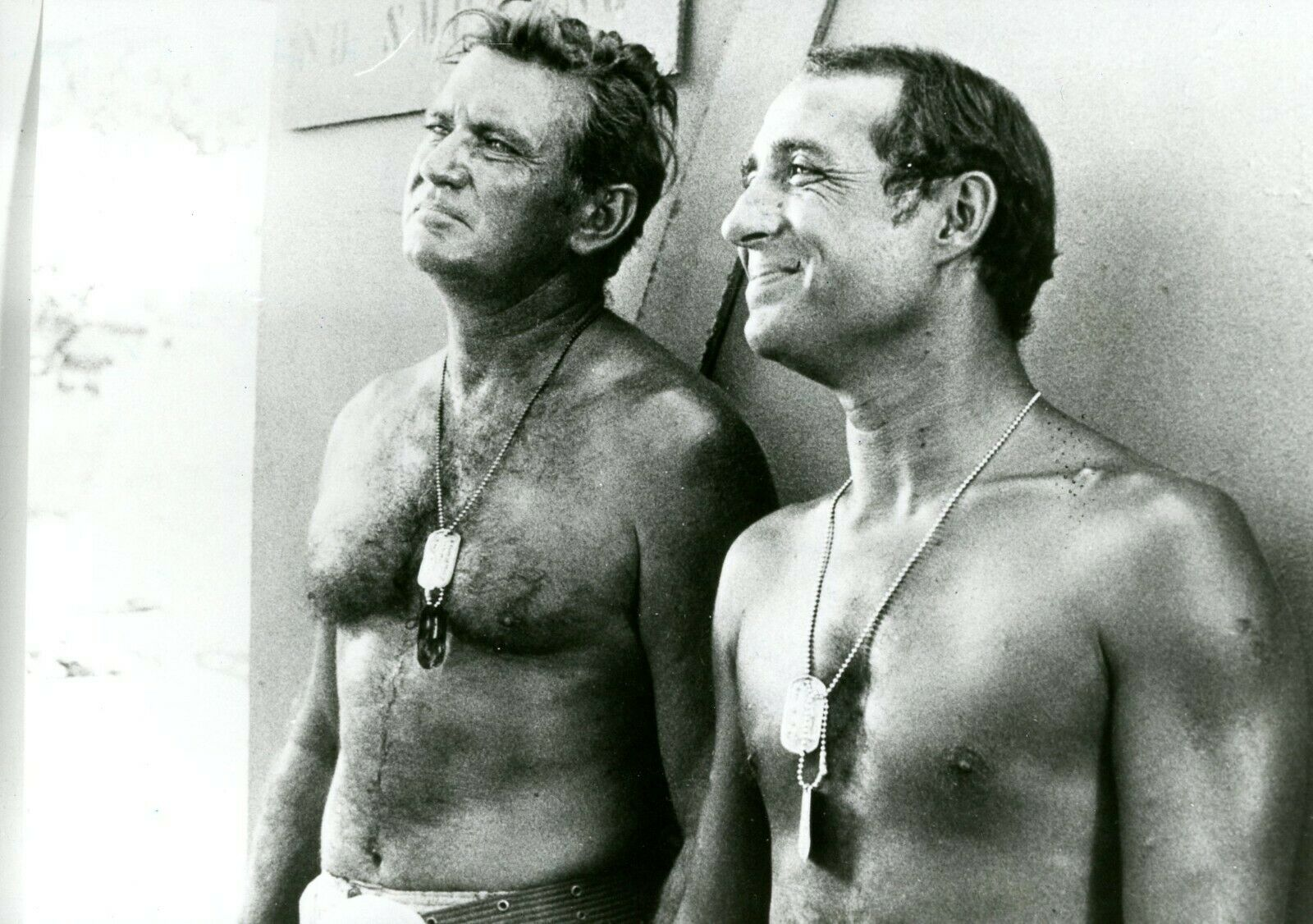
Claude Brasseur (à droite) et Rod Taylor dans Les Enfants de chœur, en 1973.

Très pris par leurs carrières respectives, ses parents s'occupent relativement peu de lui. Lorsqu'ils se séparent, ils le placent en pension, chez les oratoriens du Collège de Juilly (Seine-et-Marne), près de Roissy, de 1950 à 1954, où il côtoie Philippe Noiret, Jean-Jacques Debout et Jacques Mesrine,,,
Peu affine avec le système scolaire, il arrête sa scolarité en seconde. Par l'entregent de son père, il est engagé chez Paris Match comme assistant du photographe Walter Carone. Lors d'un interview qu'il mène avec la vedette de comédie de boulevard Elvire Popesco, celle-ci lui conseille — au vu de son illustre patronyme — de se lancer dans le théâtre,, : ayant acheté le Théâtre de Paris où elle monte en 1955 la pièce Judas de Marcel Pagnol, elle engage le jeune comédien pour interpréter trois rôles, lui offrant ainsi son premier contrat. Sa performance lui vaut d'entrer au Conservatoire, où il côtoie entre autres Jean-Paul Belmondo, Jean-Pierre Marielle et Jean Rochefort.
L'année suivante, il débute au cinéma dans Rencontre à Paris de Georges Lampin. Il tourne avec les plus grands réalisateurs de l'époque, notamment Georges Franju, Marcel Carné et Jean Renoir, mais c'est la télévision qui lui offre ses premiers grands rôles : Rouletabille dans Le Mystère de la chambre jaune de Jean Kerchbron et Sganarelle dans Dom Juan ou le Festin de pierre de Marcel Bluwal en 1965, et surtout François Vidocq dans Les Nouvelles Aventures de Vidocq de 1971 à 1973, où il remplace Bernard Noël, tenant du rôle dans la première série durant les années 1960.

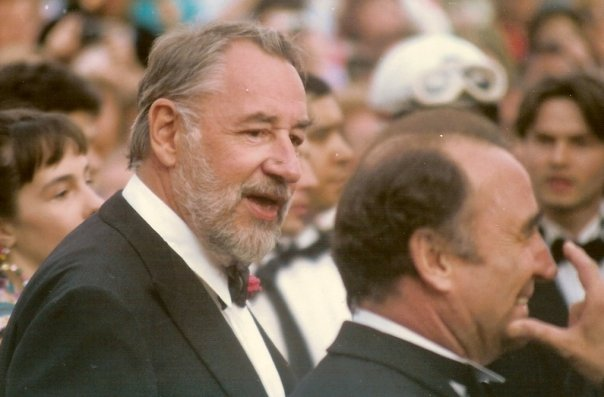
Philippe Noiret et Claude Brasseur au Festival de Cannes 1989.

Ce n'est qu'en 1974, avec Les Seins de glace de Georges Lautner qu'il se fait véritablement remarquer au cinéma, obtenant la consécration en 1976, avec Un éléphant ça trompe énormément d'Yves Robert et Le Grand Escogriffe de Claude Pinoteau. Avec ces deux films, il obtient le César du meilleur acteur dans un second rôle lors de la 2e cérémonie des César en 1977. Le succès du film d'Yves Robert, entraîne une suite en 1977, Nous irons tous au paradis.
En 1980, il se voit décerner le César du meilleur acteur pour son rôle dans La Guerre des polices.

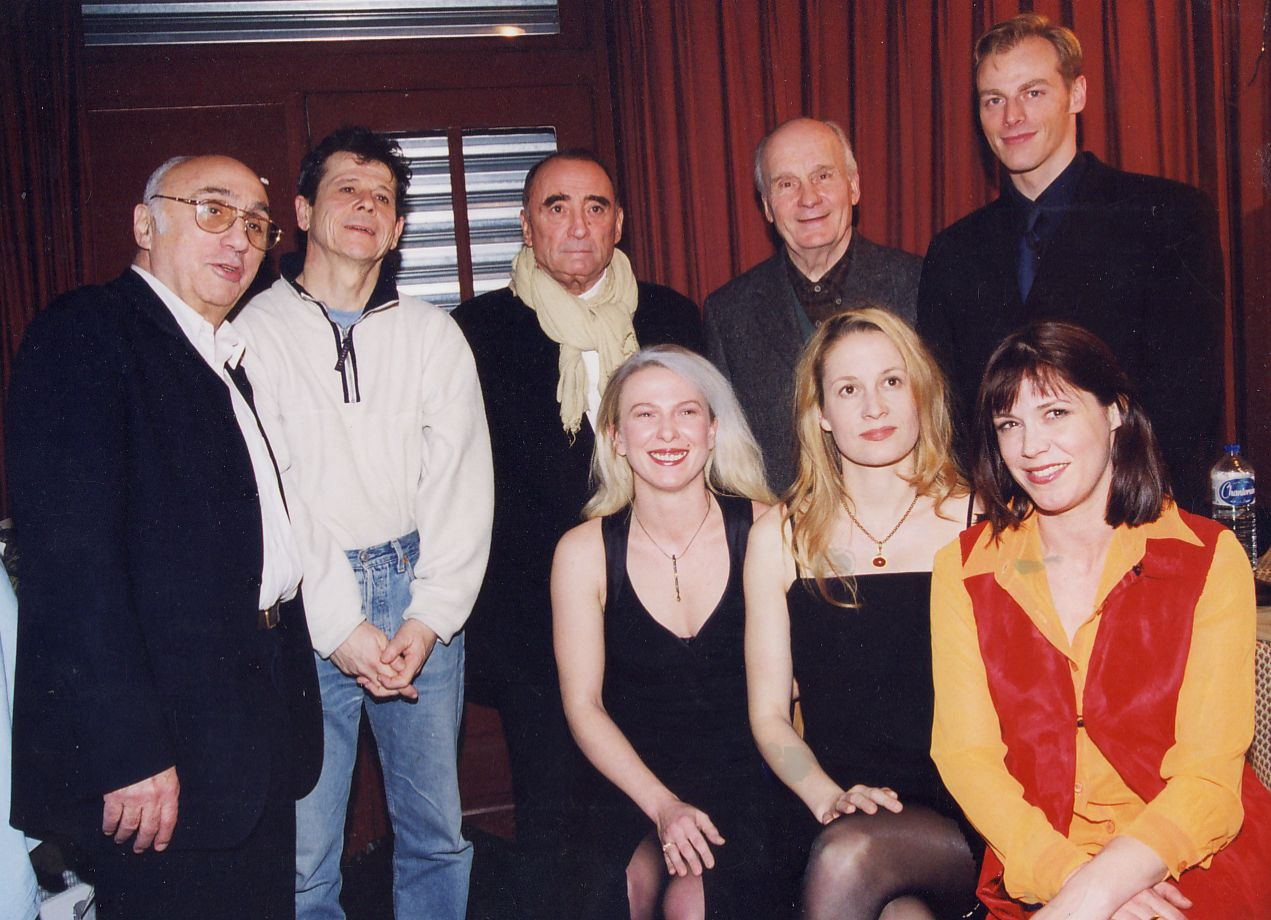
Claude Brasseur au centre de l'équipe de À torts et à raisons, en 1999.

Durant sa carrière, il a tourné dans plus de cent dix films, dont La Boum de Claude Pinoteau, où il interprète le père de Vic (Sophie Marceau), Les Loups entre eux de José Giovanni, ou Camping et Le Héros de la famille, tous deux sortis en 2006.
De 2003 à 2007, il joue le policier Franck Keller dans la série télévisée du même nom, diffusée sur TF1.
De septembre en novembre 2013, il apparaît tous les soirs de la semaine sur France 2 dans un programme court : Y'a pas d'âge.

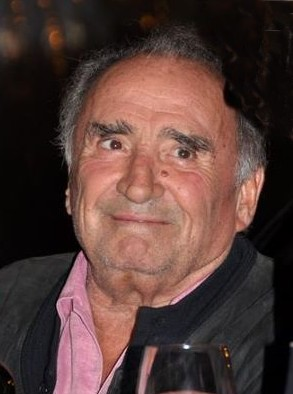
L'acteur en 2011 à Deauville.

Sa dernière apparition au cinéma figure dans Tout le monde debout en 2018, de et avec Franck Dubosc.
Au théâtre sa carrière commence en 1955 avec Judas de Marcel Pagnol dans la mise en scène de Pierre Valde au théâtre de Paris et se déroule pendant plus de soixante ans jusqu'en 2017 où il joue dans L'Indigent philosophe de Marivaux mis en scène par Christophe Lidon au Théâtre de l'Atelier. Au cours de ces années il travaille fréquemment avec Roger Planchon et Marcel Bluwal. Il incarne notamment en 1999, au Théâtre Montparnasse, le commandant américain Steve Arnold, agent d'assurance et amateur de Dixieland dans le privé, chargé de conduire l'enquête en vue du procès en dénazification du chef d'orchestre de la Philharmonie de Berlin Wilhelm Furtwängler, interprété par Michel Bouquet, dans la pièce de Ronald Harwood traduite par Dominique Hollier, À torts et à raisons, mise en scène par Marcel Bluwal,,.

### Sports

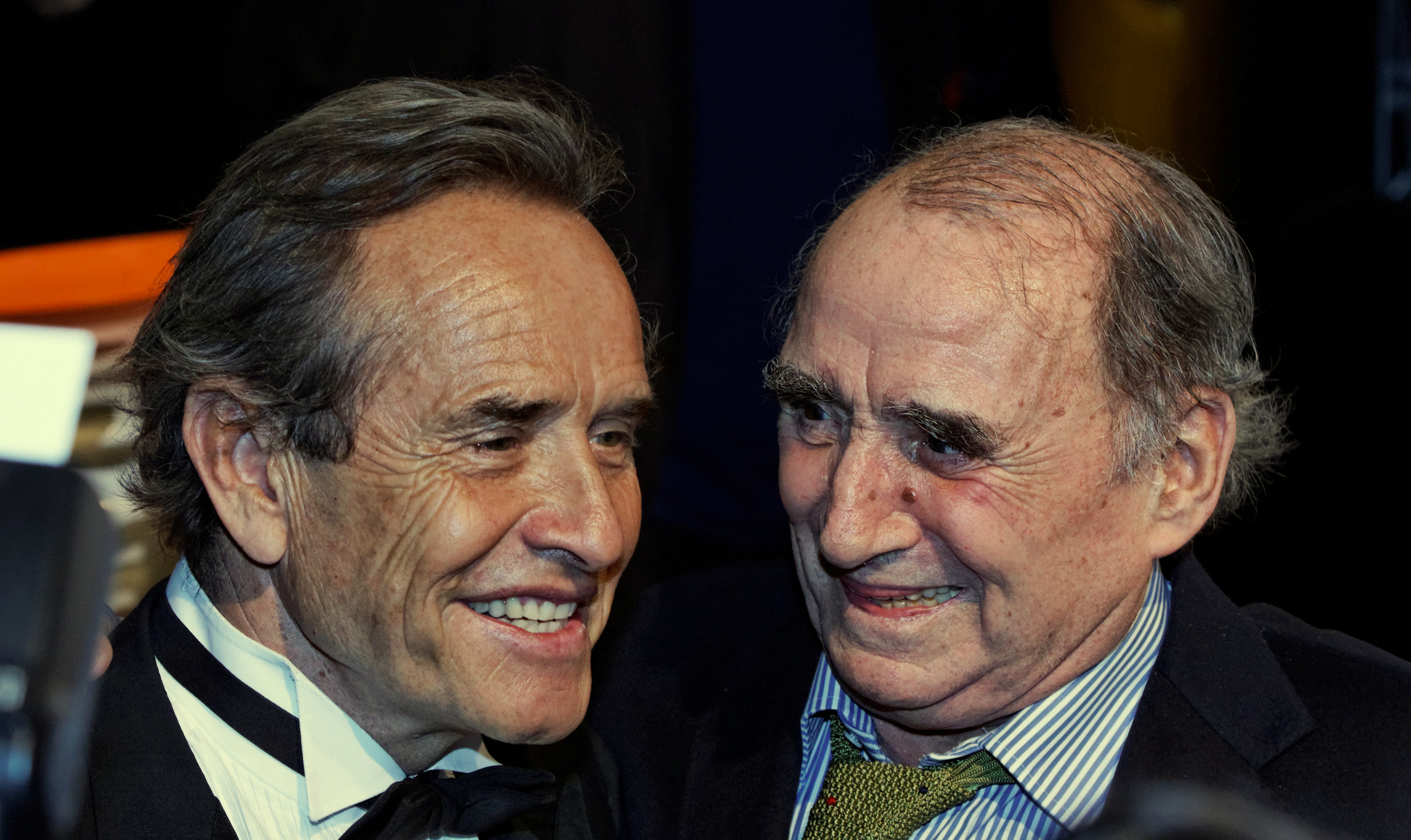
Jacky Ickx et Claude Brasseur au festival automobile international 2013.

Claude Brasseur s'adonne à la compétition automobile, remportant comme copilote de Jacky Ickx le rallye Paris-Dakar en 1983, avec son compère belge, ils vont remporter vingt-trois étapes du « Dakar » entre 1981 et 1985 sur Citroën CX, Mercedes 280 GE et Porsche 911,. Il a également participé à plusieurs reprises, au volant d'une Simca 1000 Rallye, à des courses automobiles avec le Star Racing Team dans le cadre d'épreuves en circuits du Simca Racing Team.
Alors qu'il est sélectionné pour les Jeux olympiques d'hiver de 1964 à Innsbruck dans l'équipe de France de bobsleigh, il est victime en 1963 d'un grave accident en compétition, son casque explosant sous la violence du choc contre la paroi de glace.

### Prise de position
En 2013, Claude Brasseur a signé le « manifeste des 343 salauds » lancé par le magazine Causeur, qui proteste contre un projet gouvernemental de pénalisation des clients de prostituées.

### Vie privée

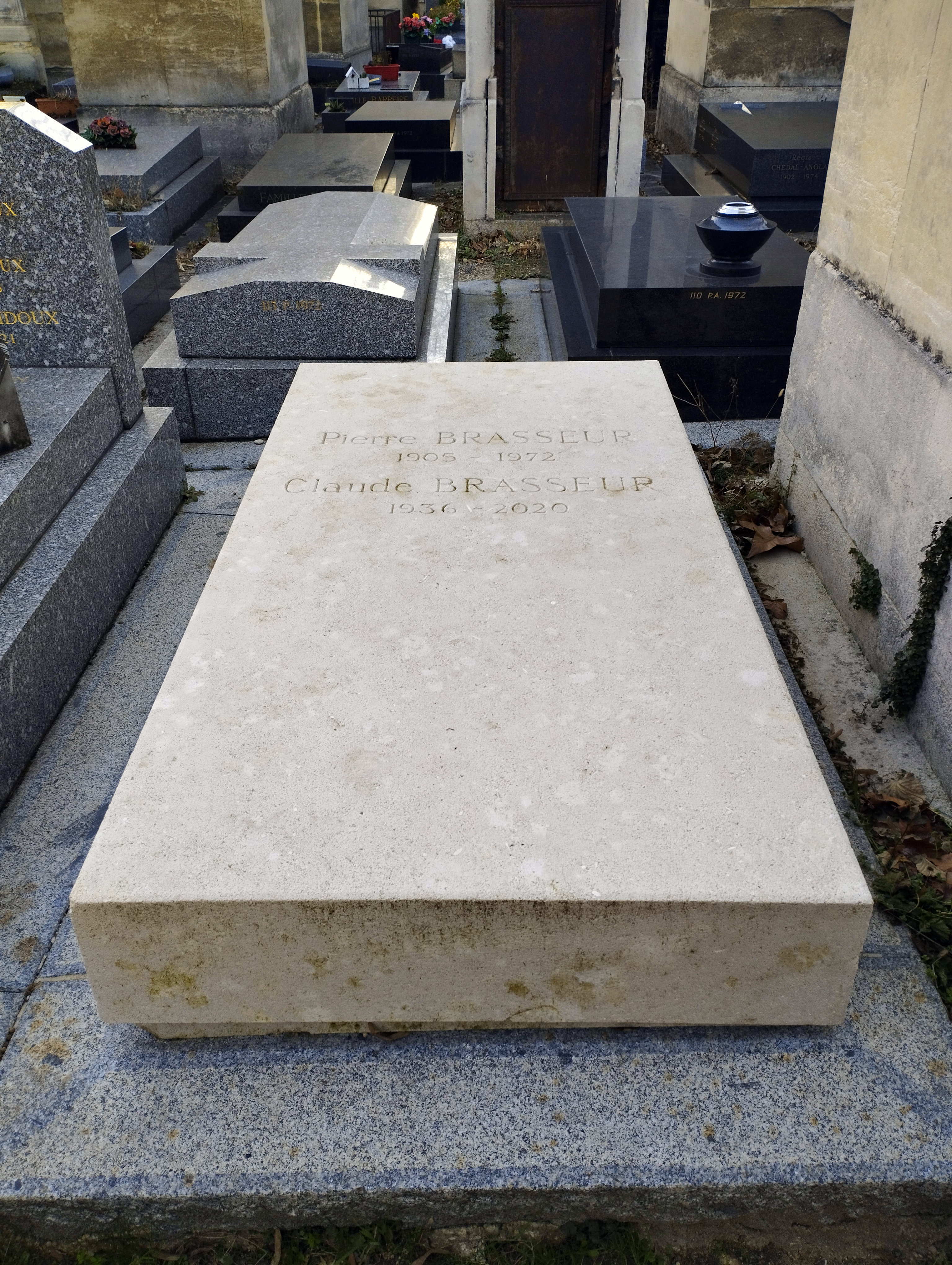
Tombe de Pierre et Claude Brasseur au cimetière du Père-Lachaise.

Son parrain est l'écrivain américain Ernest Hemingway,.
Il effectue son service militaire en Algérie en 1957 au 22e RI.
Le 27 mars 1961, Claude Brasseur épouse le mannequin et journaliste de mode Peggy Roche (1929-1991) dont il divorce en 1968. En 1970, il épouse Michèle Cambon, sœur de Christian Cambon, avec qui il a un fils, Alexandre Brasseur (né en 1971)

### Mort
Claude Brasseur meurt le 22 décembre 2020 à l'âge de 84 ans, dans le 14e arrondissement de Paris,, quelques mois après avoir été victime d'un accident vasculaire cérébral l'ayant fragilisé. Il est inhumé le 29 décembre auprès de son père au cimetière du Père-Lachaise (59e division), après une cérémonie à l'église Saint-Roch à Paris.

## Théâtre
- 1955 : Judas de Marcel Pagnol, mise en scène Pierre Valde, théâtre de Paris
- 1956 : Bon appétit Monsieur de Gilbert Laporte, mise en scène Alfred Pasquali, théâtre de l'Athénée
- 1960 : Un ange qui passe de Pierre Brasseur, mise en scène de l'auteur, théâtre des Célestins
- 1961 : Football de Pol Quentin et Georges Bellak, mise en scène Michel Fagadau, théâtre de la Gaîté-Montparnasse
- 1962 : Tartuffe ou l'Imposteur de Molière, mise en scène Roger Planchon, théâtre de la Cité de Villeurbanne
- 1964 : Match, mise en scène Christian Gérard, théâtre de la Gaîté Montparnasse
- 1966 : La Calèche de Jean Giono, mise en scène Jean-Pierre Grenier, théâtre Sarah Bernhardt
- 1966 : Britannicus de Jean Racine, mise en scène Sady Rebbot, théâtre de l'Athénée
- 1967 : Bleus, blancs, rouges ou les Libertins de Roger Planchon, mise en scène de l'auteur, théâtre de la Cité Villeurbanne, Festival d'Avignon
- 1967 : Tartuffe ou l'Imposteur de Molière, mise en scène Roger Planchon, Festival d'Avignon
- 1968 : Dans le vent de Roger Planchon, mise en scène de l'auteur, théâtre de la Cité Villeurbanne
- 1968 : Le Dernier Adieu d'Armstrong de John Arden, mise en scène Jacques Rosner, théâtre de la Cité Villeurbanne
- 1968 : Bleus, blancs, rouges ou les Libertins de et mise en scène Roger Planchon, théâtre de la Cité Villeurbanne
- 1968 : Tartuffe ou l'Imposteur de Molière, mise en scène Roger Planchon, théâtre de la Cité Villeurbanne
- 1968 : Dans le vent de et mise en scène Roger Planchon, théâtre de la Cité Villeurbanne
- 1968 : Les Trois Mousquetaires d'Alexandre Dumas, mise en scène Roger Planchon, théâtre de la Cité Villeurbanne
- 1969 : 7 + quoi ? de François Billetdoux, théâtre du Gymnase
- 1971 : Du côté de chez l'autre d'Alan Ayckbourn, mise en scène Jean-Laurent Cochet, théâtre de la Madeleine
- 1974 : Les Jeux de la nuit de Frank D. Gilroy, mise en scène Andréas Voutsinás, théâtre Fontaine
- 1979 : À nous de jouer de Félicien Marceau, mise en scène Andréas Voutsinás, théâtre Hébertot
- 1987 : George Dandin ou le Mari confondu de Molière, mise en scène Roger Planchon, TNP Villeurbanne
- 1989 : Le Souper de Jean-Claude Brisville, mise en scène Jean-Pierre Miquel, théâtre Montparnasse
- 1991 : Le Souper de Jean-Claude Brisville, mise en scène Jean-Pierre Miquel, théâtre des Célestins
- 1993 : Le Dîner de cons de Francis Veber, mise en scène Pierre Mondy, théâtre des Variétés
- 1995 : La Dernière Salve de Jean-Claude Brisville, mise en scène Marcel Bluwal, théâtre Montparnasse
- 1999 : À torts et à raisons de Ronald Harwood, mise en scène Marcel Bluwal, théâtre Montparnasse
- 2001 : À torts et à raisons de Ronald Harwood, mise en scène Marcel Bluwal, théâtre des Célestins
- 2002 : Conversations avec mon père d'Herb Gardner, mise en scène Marcel Bluwal, Centre national de création d'Orléans, théâtre de la Porte-Saint-Martin
- 2005 : Dieu est un steward de bonne composition d'Yves Ravey, mise en scène Jean-Michel Ribes, théâtre du Rond-Point, théâtre national de Nice, tournée
- 2007 : Mon père avait raison de Sacha Guitry, mise en scène Bernard Murat, théâtre Édouard VII
- 2012 : Tartuffe ou l'Imposteur de Molière, mise en scène Marion Bierry, Théâtre national de Nice, tournée, Théâtre de Paris
- 2014 : La Colère du Tigre de Philippe Madral, mise en scène Christophe Lidon, Théâtre Montparnasse
- 2015 : La Colère du Tigre de Philippe Madral, mise en scène Christophe Lidon, tournée
- 2016 : Jacques Daniel de Laurent Baffie, mise en scène de l'auteur, Théâtre de la Madeleine
- 2017 : L'Indigent philosophe de Marivaux, mise en scène Christophe Lidon, Théâtre de l'Atelier

## Filmographie

### Cinéma

#### Années 1950
- 1956 : Rencontre à Paris de Georges Lampin : le jeune homme
- 1956 : Le Pays d'où je viens de Marcel Carné : Roland
- 1957 : L'amour descend du ciel de Maurice Cam : Julien
- 1959 : Rue des prairies de Denys de La Patellière : Louis Neveux
- 1959 : La Verte Moisson de François Villiers : Robert Borelli

#### Années 1960
- 1960 : Les Yeux sans visage de Georges Franju : un inspecteur
- 1960 : Pierrot la tendresse de François Villiers : Tony le Baratineur
- 1960 : Les Distractions de Jacques Dupont : Laurent Porte
- 1961 : La Bride sur le cou de Roger Vadim : Claude
- 1961 : Les Menteurs de Edmond T. Gréville : Dominique
- 1962 : Les Sept Péchés capitaux ; sketch L'Envie d'Édouard Molinaro : Riri
- 1962 : Le Caporal épinglé de Jean Renoir : « Papa »
- 1962 : Les Ennemis d'Édouard Molinaro : Vigo
- 1962 : Un clair de lune à Maubeuge de Jean Chérasse : Walter
- 1962 : Nous irons à Deauville de Francis Rigaud : Dubois
- 1963 : la Soupe aux poulets de Philippe Agostini : inspecteur Girel
- 1963 : Germinal d'Yves Allégret : Martin Chaval
- 1963 : Peau de banane de Marcel Ophüls : Charlie Meyer dit « Beau Sourire »
- 1963 : Dragées au poivre de Jacques Baratier : le plombier
- 1964 : Lucky Jo de Michel Deville : Loudéac fils
- 1964 : Bande à part de Jean-Luc Godard : Arthur
- 1965 : La Bonne Occase de Michel Drach : le routier
- 1966 : Du rififi à Paname de Denys de La Patellière : Giulio
- 1966 : Le Chien fou d'Eddy Matalon : Marc
- 1967 : Un homme de trop de Costa-Gavras : Groubec
- 1968 : Caroline chérie de Denys de La Patellière : le commissaire Clémont
- 1969 : Catherine, il suffit d'un amour de Bernard Borderie : Caboche
- 1969 : La Chasse royale de François Leterrier : Henri Guifred

#### Années 1970
- 1970 : Trop petit mon ami de Eddy Matalon : l'inspecteur Hess
- 1971 : Un cave de Gilles Grangier : Granier
- 1971 : Le Portrait de Marianne de Daniel Goldenberg : Octave
- 1972 : Les Enfants de chœur (Gli eroi) de Duccio Tessari : Raphael Tilbaudet, l'entêté français
- 1972 : Le Viager de Pierre Tchernia : Noël Galipeau à 40 ans
- 1972 : Une belle fille comme moi de François Truffaut : maître Murene
- 1973 : Bel ordure de Jean Marbœuf : Pierre
- 1974 : Les Seins de glace de Georges Lautner : François Rollin
- 1975 : Il faut vivre dangereusement de Claude Makovski : Richard Diquet
- 1975 : L'Agression de Gérard Pirès : André Ducatel
- 1976 : Attention les yeux ! de Gérard Pirès : Manuel Cauchois
- 1976 : Le Guêpier de Roger Pigaut : Renaud
- 1976 : Barocco d'André Téchiné : Jules
- 1976 : Un éléphant ça trompe énormément d'Yves Robert : Daniel
- 1976 : Le Grand Escogriffe de Claude Pinoteau : Ari
- 1977 : Monsieur Papa de Philippe Monnier : Franck Lanier, dit « Monsieur Papa »
- 1977 : Nous irons tous au paradis d'Yves Robert : Daniel
- 1978 : L'État sauvage de Francis Girod : Gravenoire
- 1978 : L'Argent des autres de Christian de Chalonge : Claude Chevalier d'Aven
- 1978 : Une histoire simple de Claude Sautet : Serge
- 1979 : Au revoir, à lundi de Maurice Dugowson : Arnold Samson
- 1979 : La Guerre des polices de Robin Davis : le commissaire Jacques Fush
- 1979 : Ils sont grands, ces petits de Joël Santoni : Léo Dartigues
- 1979 : Une langouste au petit-déjeuner (Aragosta a colazione) de Giorgio Capitani : Mario Spinosi

#### Années 1980
- 1980 : La Banquière de Francis Girod : Largué
- 1980 : La Boum de Claude Pinoteau : François Beretton
- 1981 : Une affaire d'hommes de Nicolas Ribowski : Servolle
- 1981 : Une robe noire pour un tueur de José Giovanni : Simon
- 1981 : L'Ombre rouge de Jean-Louis Comolli : Anton Kovetz
- 1981 : Ensemble, c'est un bordel... séparés, un désastre (Quando la coppia scoppia) de Steno : Pier Giorgio Funari
- 1982 : Josepha de Christopher Frank : Michel Laurent
- 1982 : Guy de Maupassant de Michel Drach : Guy de Maupassant
- 1982 : Légitime Violence de Serge Leroy : Martin Modot
- 1982 : La Boum 2 de Claude Pinoteau : François Beretton
- 1983 : La Crime de Philippe Labro : le commissaire Martin Griffon
- 1983 : T'es heureuse ? Moi, toujours... de Jean Marbœuf : le clown
- 1983 : Signes extérieurs de richesse de Jacques Monnet : Jean-Jacques Lestrade dit « Gigi »
- 1984 : Souvenirs, Souvenirs d'Ariel Zeitoun : Firmani
- 1984 : Le Léopard de Jean-Claude Sussfeld : Lartigue Risler
- 1985 : Détective de Jean-Luc Godard : Émile Chenal
- 1985 : Palace d'Édouard Molinaro : Robert Morland
- 1985 : Les Rois du gag de Claude Zidi : lui-même
- 1985 : Les Loups entre eux de José Giovanni : Lacier
- 1986 : Taxi Boy d'Alain Page : Pétrus Machin
- 1986 : La Gitane de Philippe de Broca : Hubert Durieux
- 1986 : Descente aux enfers de Francis Girod : Alan Kolber
- 1988 : Dandin de Roger Planchon : Georges Dandin
- 1989 : Radio Corbeau d'Yves Boisset : Paul Maurier
- 1989 : L'Union sacrée d'Alexandre Arcady : le colonel Revers
- 1989 : L'Orchestre rouge de Jacques Rouffio : Léopold Trepper

#### Années 1990
- 1990 : Dancing Machine de Gilles Béhat : l'inspecteur Michel Eparvier
- 1991 : Sale comme un ange de Catherine Breillat : Georges Deblache
- 1992 : Le Bal des casse-pieds d'Yves Robert : le séducteur
- 1992 : Le Souper d'Édouard Molinaro : Joseph Fouché
- 1993 : Le Fil de l'horizon (O Fio do Horizonte) de Fernando Lopes : Spino
- 1993 : les Ténors de Francis de Gueltzl : Maître Pompians
- 1993 : Un, deux, trois, soleil de Bertrand Blier : l'enfoiré
- 1994 : Délit mineur de Francis Girod : Guerin
- 1997 : L'Autre Côté de la mer de Dominique Cabrera : Georges Montero
- 1998 : Matrimoni (Les femmes comme les hommes ne sont pas des anges) de Cristina Comencini : Alessio
- 1999 : Le Plus Beau Pays du monde de Marcel Bluwal : Delabit
- 1999 : Fait d'hiver de Robert Enrico : le docteur Vogein
- 1999 : La Débandade de Claude Berri : Paul-Édouard

#### Années 2000
- 2000 : Toreros d'Éric Barbier : Francisco
- 2000 : La Taule d'Alain Robak : le maton chef
- 2000 : Les Acteurs de Bertrand Blier : lui-même
- 2001 : Le Lait de la tendresse humaine de Dominique Cabrera : Jean-Claude
- 2003 : Chouchou de Merzak Allouache : le père Léon
- 2004 : Malabar Princess de Gilles Legrand : Robert
- 2005 : L'Amour aux trousses de Philippe de Chauveron : Jacques Pellegrin
- 2005 : Les Parrains de Frédéric Forestier : la voix de Max
- 2006 : Les Petites Vacances d'Olivier Peyon : l'inconnu du palace
- 2006 : J'invente rien de Michel Leclerc : Mahut
- 2006 : Fauteuils d'orchestre de Danièle Thompson : Jacques Grumberg
- 2006 : Camping de Fabien Onteniente : Jacky Pic
- 2006 : Le Héros de la famille de Thierry Klifa : Gabriel Stern
- 2007 : Sa Majesté Minor de Jean-Jacques Annaud : Firos

#### Années 2010
- 2010 : Camping 2 de Fabien Onteniente : Jacky Pic
- 2011 : Légitime Défense de Pierre Lacan : Vautier
- 2012 : Quand je serai petit de Jean-Paul Rouve : Maurice
- 2012 : Ma bonne étoile d'Anne Fassio[30] : Robert
- 2013 : Le Renard jaune de Jean-Pierre Mocky : le commandant
- 2015 : L'Étudiante et Monsieur Henri d'Ivan Calbérac : Monsieur Henri
- 2016 : Camping 3 de Fabien Onteniente : Jacky Pic
- 2018 : Tout le monde debout de Franck Dubosc : le père de Jocelyn

### Box-office
| Titre                            | Année | Réalisateur       | Nombre d'entrées |
| -------------------------------- | ----- | ----------------- | ---------------- |
| Camping                          | 2006  | Fabien Onteniente | 5 490 482        |
| La Boum                          | 1980  | Claude Pinoteau   | 4 378 430        |
| La Boum 2                        | 1982  | Claude Pinoteau   | 4 071 585        |
| Camping 2                        | 2010  | Fabien Onteniente | 3 978 284        |
| Chouchou                         | 2003  | Merzak Allouache  | 3 876 572        |
| Camping 3                        | 2016  | Fabien Onteniente | 3 229 621        |
| Le Pays d'où je viens            | 1956  | Marcel Carné      | 2 991 062        |
| Un éléphant ça trompe énormément | 1976  | Yves Robert       | 2 925 868        |
| La Bride sur le cou              | 1961  | Roger Vadim       | 2 815 047        |
| Tout le monde debout             | 2018  | Franck Dubosc     | 2 417 045        |
| La Banquière                     | 1980  | Francis Girod     | 2 394 073        |
| Une histoire simple              | 1978  | Claude Sautet     | 2 295 317        |
| Le Caporal épinglé               | 1962  | Jean Renoir       | 2 261 671        |
| Le Viager                        | 1972  | Pierre Tchernia   | 2 191 183        |
| Nous irons à Deauville           | 1962  | Francis Rigaud    | 2 128 938        |
| Nous irons tous au paradis       | 1977  | Yves Robert       | 2 080 789        |
| La Verte Moisson                 | 1959  | François Villiers | 2 012 596        |

### Télévision
- 1960 : Le Paysan parvenu de René Lucot (téléfilm) : Jacob
- 1965 : La Misère et la Gloire d'Alexandre Dumas d'Henri Spade (téléfilm) :  Alexandre Dumas
- 1965 : Le Mystère de la chambre jaune de Jean Kerchbron (téléfilm) : Joseph Rouletabille
- 1965 : Dom Juan ou le Festin de pierre de Marcel Bluwal (téléfilm) :  Sganarelle
- 1967 : Le Jeu de l'amour et du hasard de Marivaux, réalisation Marcel Bluwal (téléfilm) : Arlequin
- 1967 : La Bonne Peinture de Philippe Agostini (téléfilm) : le peintre Lafleur
- 1968 : La Double Inconstance de Marivaux, mise en scène et réalisation Marcel Bluwal (téléfilm) : Arlequin
- 1969 : Les Eaux mêlées de Jean Kerchbron (téléfilm) : Simon
- 1970 : Au théâtre ce soir (série télévisée) : Match de Michel Fermaud, mise en scène Jean-Pierre Grenier, réalisation Pierre Sabbagh : André
- 1971 : La Brigade des maléfices, épisode La Créature de Claude Guillemot (série télévisée) : Eugène Laurentin
- 1971-1973 : Les Nouvelles Aventures de Vidocq de Marcel Bluwal (série télévisée) : François Vidocq
- 1988 : L'Argent de Jacques Rouffio (téléfilm) : Saccard
- 1989 : Le Prix du silence de Jacques Ertaud (téléfilm) : Pierre Crozade
- 1989 : Haute Tension, épisode Eaux troubles d'Alain Bonnot (série télévisée) : Attila Minos
- 1992 : Prêcheur en eaux troubles de Georges Lautner (téléfilm) : Simon
- 1996 : Le Juste (série télévisée) : le père Simon
- 1996 : Petite Sœur de Marion Sarraut (téléfilm)
- 1999 : Vega de Laurent Heynemann (série télévisée) ; Charles Véga
- 2003 : Soraya de Lodovico Gasparini (téléfilm) : Mossadeq
- 2003-2007 : Franck Keller (série télévisée) : Franck Keller
- 2005 : Edda de Giorgio Capitani (téléfilm) : Benito Mussolini
- 2006 : L'Oncle de Russie de Francis Girod (téléfilm) : Gaston Boissac
- 2007 : Les Prédateurs de Lucas Belvaux (téléfilm) : André Tarallo
- 2007 : Myster Mocky présente, épisode Cellule insonorisée de Jean-Pierre Mocky ;
- 2008 : Ah, c'était ça la vie ! de Franck Apprederis (mini série télévisée) : Mr de Reuilly-Nonancourt
- 2010 : Au bas de l'échelle d'Arnaud Mercadier (téléfilm) : Paul Morvanec
- 2010 : Vieilles Canailles d'Arnaud Sélignac (téléfilm) : Raoul
- 2011 : Le Grand Restaurant 2 de Gérard Pullicino (téléfilm) : le mari amnésique
- 2012 : Un autre monde de Gabriel Aghion (téléfilm) : le gourveneur
- 2013 : Y'a pas d'âge (série télévisée) ; Georges
- 2015 : No Limit, saison 3 (série télévisée) : Brunetti
- 2015 : La Minute vieille (série télévisée)

## Discographie
- 1960 : Le matin je m'éveille en chantant (BO du film Pierrot la tendresse de François Villiers avec Michel Simon, Claude Brasseur et Dany Saval, paroles et musique de Guy Béart).

- 1986 : Chasseur de rêves[31]

- 1994 : Monsieur le Comte de Perrault (Claude Brasseur et Bérénice racontent Le Chat botté - Le petit poucet - Cendrillon - Barbe bleue - Le petit Chaperon rouge - La Belle au bois dormant)

En 1968, on le voit aux côtés de Brigitte Bardot dans le scopitone de la chanson Bubble Gum de Brigitte Bardot.

## Publication
- Claude Brasseur et Jeff Domenech, Merci ! : Père et fils, maison fondée en 1820, Flammarion, 2014, 264 p. (ISBN 9782081343160)

## Distinctions

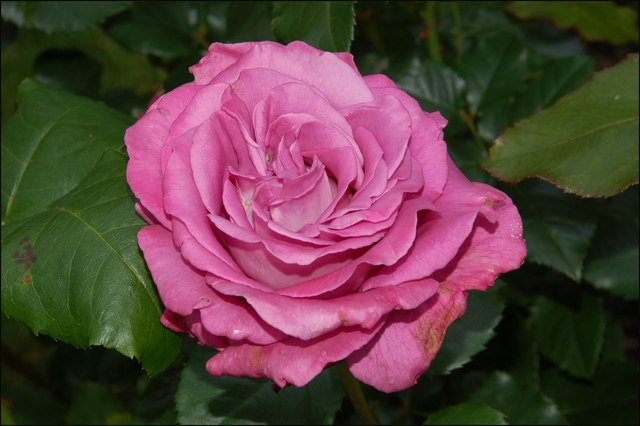
Rose « Claude Brasseur ».

- 2007 : président de la 32e cérémonie des César

### Décorations
- Officier de l'ordre national du Mérite. Il a été fait chevalier le 25 mars 2004, puis a été promu officier par décret du 13 mai 2016[33].
- Officier de la Légion d'honneur. Il a été fait chevalier le 18 novembre 2008, puis a été promu officier par décret du 30 décembre 2016[34].
- Commandeur de l'ordre des Arts et des Lettres. Officier de 1988[35].

### Récompenses
- César 1977 : meilleur acteur dans un second rôle pour Un éléphant ça trompe énormément et Le Grand Escogriffe[n 1]
- César 1980 : meilleur acteur pour La Guerre des polices

### Nominations
- César 1979 : meilleur acteur et meilleur acteur dans un second rôle pour Une histoire simple
- César 1993 : meilleur acteur pour Le Souper
- Molières 2000 : molière du comédien pour À torts et à raisons
- Molières 2015 : molière du comédien dans un spectacle de théâtre privé pour La Colère du Tigre
- Globes de Cristal 2015 : meilleur comédien pour La Colère du Tigre